# Chiesa di Santa Maria Antiqua

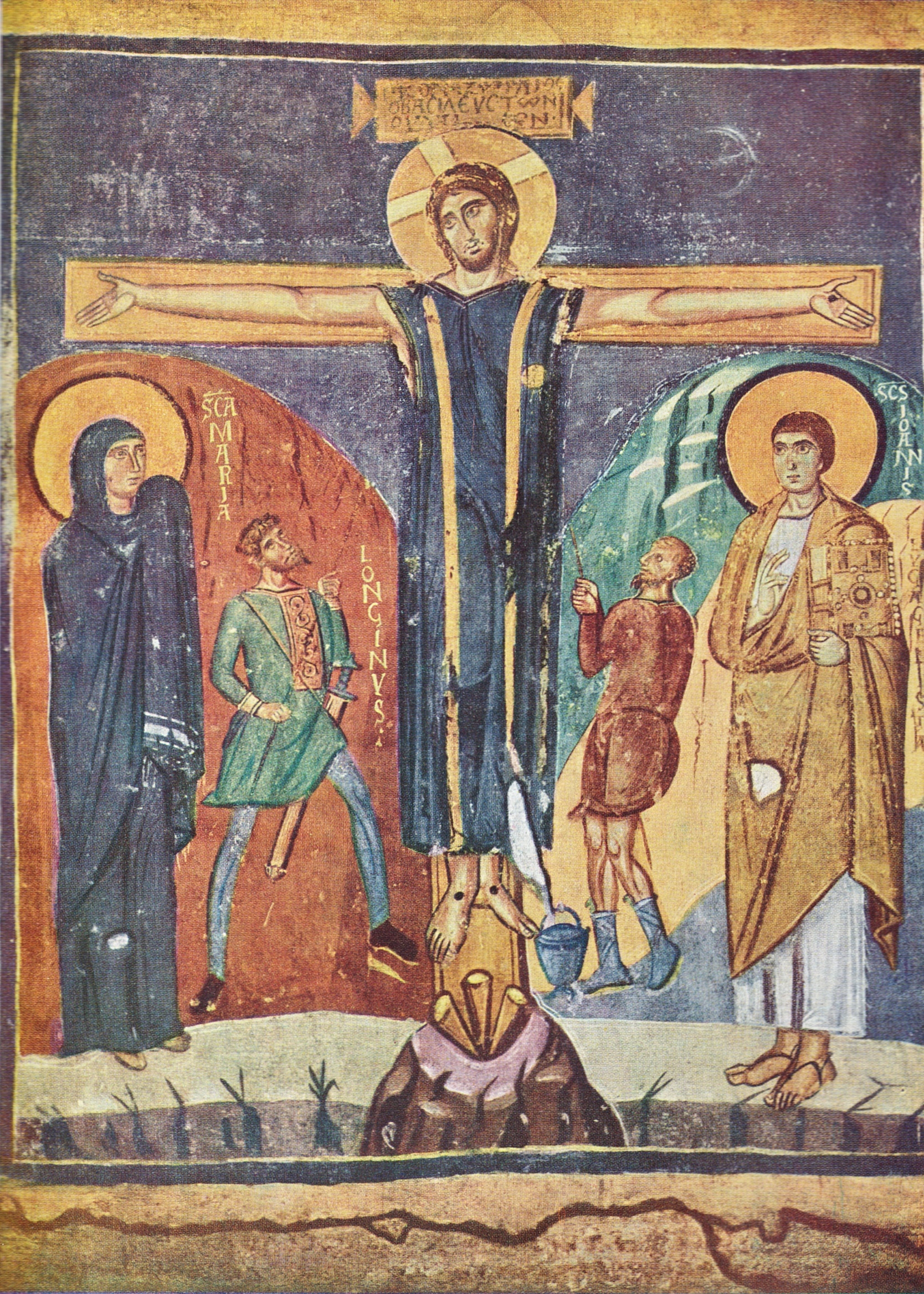
Affreschi nella chiesa di Santa Maria Antiqua al Foro Romano

La chiesa di Santa Maria Antiqua è uno dei più antichi luoghi di culto cattolico dedicati alla Madonna, nel VI secolo, in un gruppo di edifici domizianei nel Foro Romano. Abbandonata nell'anno 847, sulle sue rovine fu costruita nel 1617 la chiesa di Santa Maria Liberatrice al Foro Romano, abbattuta poi nel 1899 per permetterne la "riemersione".

## Storia
La chiesa è situata nel Foro Romano, ai piedi del Palatino, in una serie di costruzioni in una zona che un tempo veniva considerata sede del Tempio di Augusto e che più recenti studi attribuiscono all'epoca di Domiziano, come ingresso e raccordo tra i palazzi imperiali sul Palatino e il Foro sottostante, dove probabilmente stazionava la guardia di pretoriani.
Quando nel 552 i Bizantini presero possesso di Roma, ripristinarono probabilmente, oltre a mura e acquedotti, anche i vecchi palazzi imperiali e usarono un'aula rettangolare e l'antistante quadriportico per fondare una sorta di "cappella palatina" dedicata alla Madonna.
Prima di allora, le chiese all'interno delle mura avevano come titolo i nomi degli antichi possessori delle case dov'era fondata una chiesa, mentre le nuove chiese sorgevano fuori le mura come luoghi di culto sulle tombe dei martiri. La costruzione di una chiesa in quel luogo "esorcizzava" anche i fantasmi del paganesimo: una leggenda infatti narrava che in quel luogo papa Silvestro I avesse ucciso un "dragone", allusione questa al culto di Vesta, effigiata con un "dragone" nell'attiguo tempio a lei dedicato.
La chiesa, continuamente restaurata e abbellita da Martino I, Giovanni VII, Zaccaria, Paolo I e Adriano I, fu abbandonata dopo che un terremoto nell'847 fece franare sopra di essa parte dei palazzi sovrastanti. Papa Leone IV trasferì il titolo in una chiesa costruita ex novo: Santa Maria nova, più nota come basilica di Santa Francesca Romana. Sui ruderi venne costruita nel XIII secolo una chiesetta, riedificata poi nel 1617 dal Longhi col titolo di Santa Maria Liberatrice.
Scavi fortuiti nel XVIII secolo, e più mirati alla fine dell'Ottocento, riportarono alla luce tracce degli antichi affreschi: si decise quindi di abbattere l'edificio del Longhi, che non aveva particolari meriti artistici, per riportare in vita la chiesa originale. Il nome, il titolo di Santa Maria Liberatrice e le icone furono trasferiti nel 1909, alla chiesa di Santa Maria Liberatrice al Testaccio.
Sono stati quindi realizzati restauri accurati per il consolidamento e la protezione degli affreschi, condotti con il contributo di fondazioni di New York ed Oslo. La chiesa è stata aperta per visite solo brevemente durante il 2004, a restauri ancora in corso. Dal novembre 2012 la chiesa è stata riaperta al pubblico.

## Descrizione

### Architettura

Pianta:
(1) navata centrale
(2) presbiterio
(3) abside
(4) Cappella di Teodoto
(5) Cappella dei santi medici
(6) scalinata per la collina palatina
(7) tempio di Augusto
(8) Oratorio dei XL martiri
(9) atrio.

L'edificio romano aveva una forma basilicale: aula rettangolare divisa in tre navate. Nello spessore del muro posteriore fu ricavata una piccola abside, e ai lati del presbiterio vi sono due piccole cappelle. Nel cortile quadrato che fungeva da vestibolo si trovano i resti di un impluvium risalente all'epoca di Caligola e lungo le pareti nicchie, forse per statue di imperatori, e tracce di affreschi dell'epoca di papa Adriano I. A sinistra della chiesa una rampa sale al Palatino.

### Affreschi

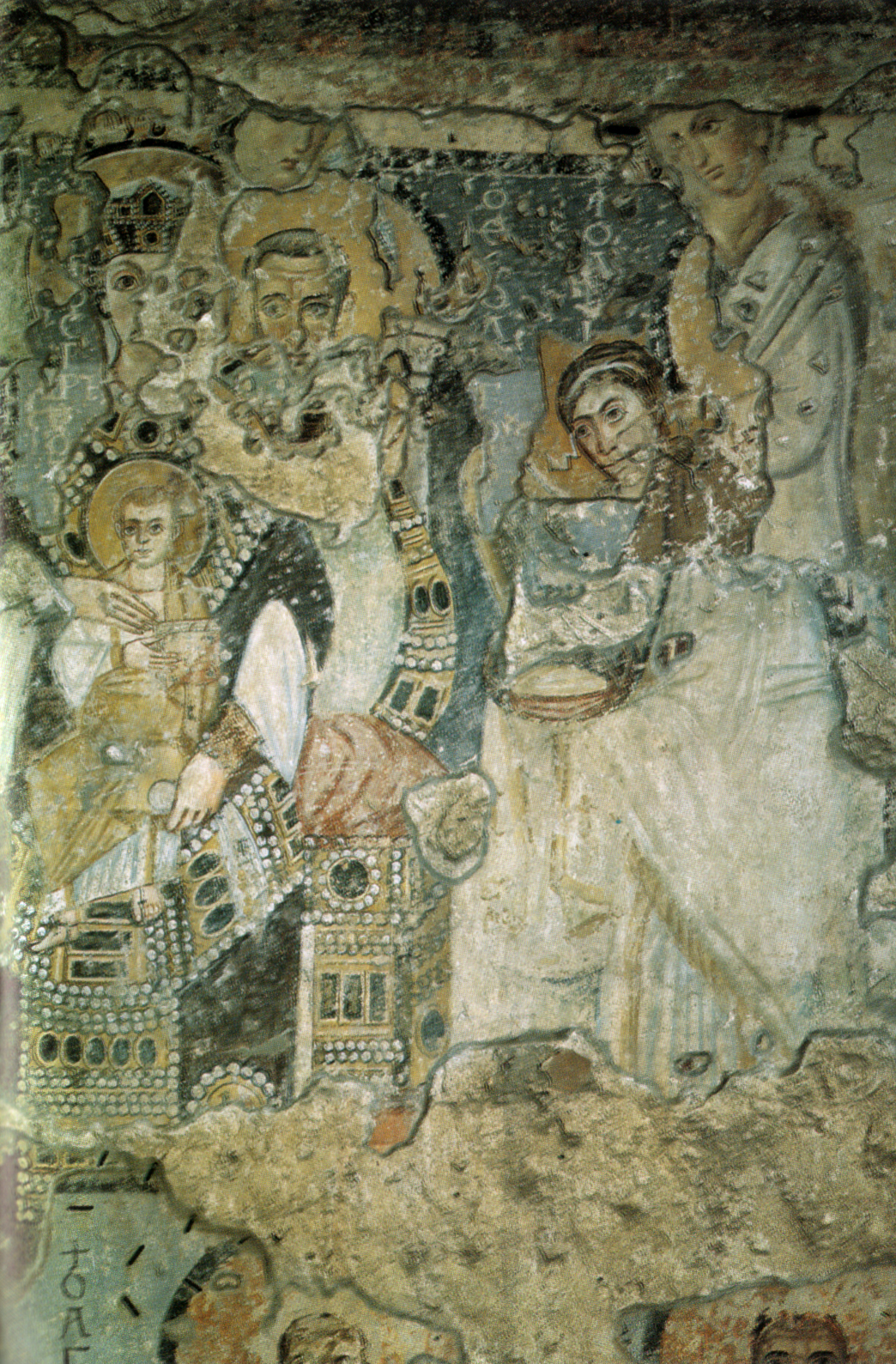
Gli strati degli affreschi

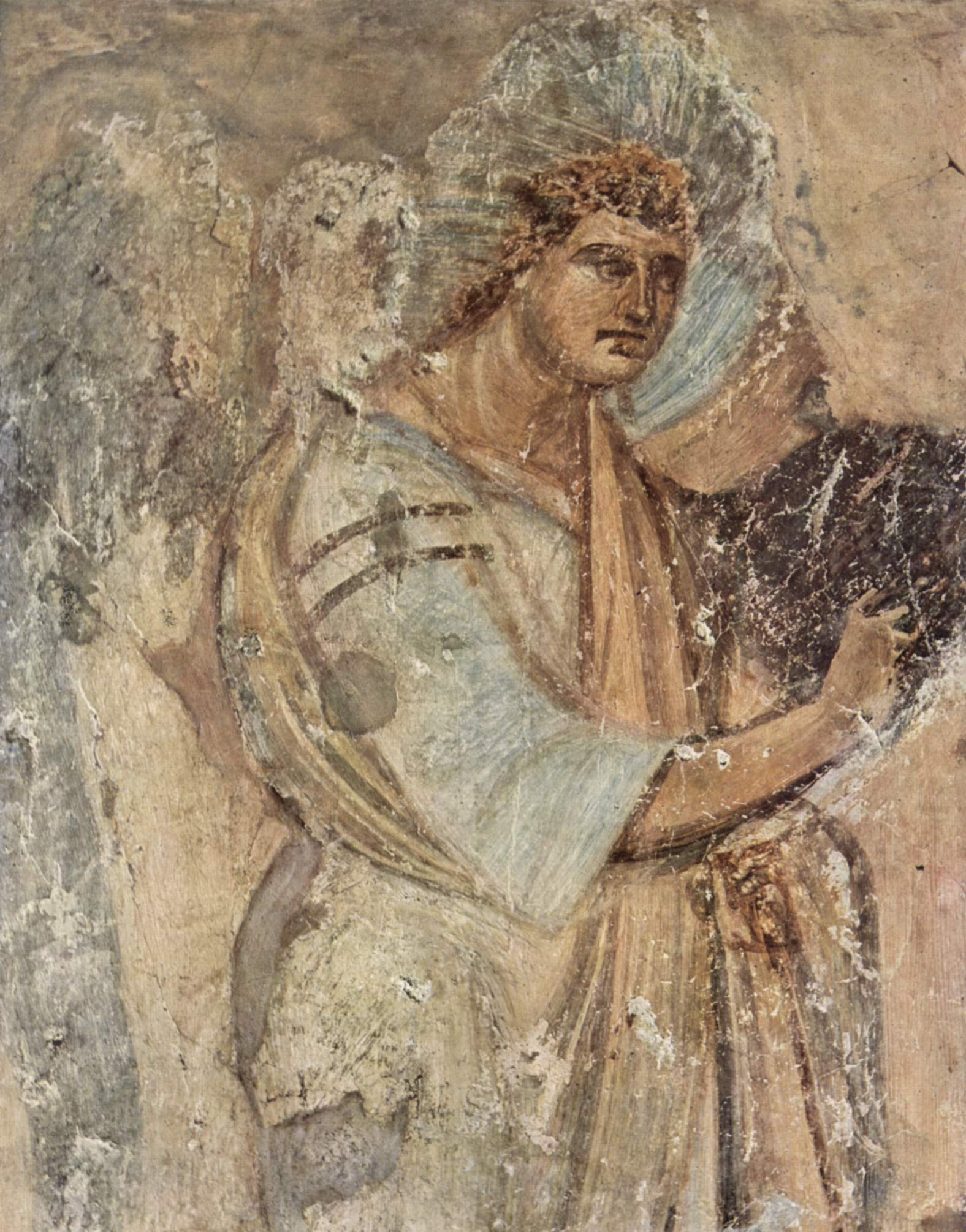
Angelo Gabriele, affresco della navata centrale, VIII sec.

All'interno della chiesa sono ancora visibili circa 250 m2 di affreschi, dei circa 1000 originari, dipinti tra la metà del VI e del IX secolo. La loro datazione è determinabile con una buona precisione, basandosi su riferimenti tratti dai cartigli e sulla presenza di personaggi ritratti col nimbo (aureola) quadrato azzurro, usato per le persone viventi, mentre quello tondo giallo e oro è riservato a santi e martiri.
Questi affreschi, scoperti nel 1901, rivestono particolare importanza perché vi si può ammirare la prima rappresentazione della Madonna in trono conosciuta. Vi si riscontrano i modi della pittura cristiana-romana, al tempo della massima influenza dell'arte greco-copta. Il ciclo di affreschi è inoltre un documento fondamentale per la conoscenza della pittura bizantina perché, dopo la controversia e crisi iconoclasta del 726, in Oriente non è sopravvissuto praticamente nessuna immagine sacra risalente a quel periodo. Questo affresco, in particolare, è noto come Le tre sante Madri e rappresenta Maria con il Bambino iscritto in un ovale, sant'Anna con in braccio Maria bambina e sant'Elisabetta con in braccio san Giovannino. 
- Nella navata di sinistra vi sono due fasce di affreschi: in alto scene del Vecchio Testamento molto rovinate (è leggibile solo la storia di Giuseppe) e sotto Cristo in trono fra una teoria di santi, papi e martiri.
- In fondo, in una cappelletta detta di Teodoto, dal nome del personaggio (zio di Adriano I) ritratto e identificato da un'iscrizione, si può ammirare:
  - una Crocifissione, affresco in cui Cristo è raffigurato vestito e con i piedi non sovrapposti. La resa tiene conto tanto della tradizione bizantina (frontalità, gerarchia delle proporzioni, simmetria) quanto (e soprattutto) di un nuovo linguaggio più accessibile al popolo, evidente in certi dettagli realistici: i paletti conficcati alla base della croce per puntellarla, il terreno su cui Maria e Giovanni poggiano, il dinamismo dei due soldati romani (Longino con la lancia del Destino e l'altro, con la spugna bagnata d'aceto). Il Cristo veste il colobium, tunica smanicata usata dai primi monaci.
  - le storie di san Quirico e di santa Giulitta sua madre.
- Nell'abside Cristo con la Vergine, san Giovanni Crisostomo e San Basilio e un cartiglio contenente riferimenti al Concilio Lateranense del 659.
- A destra dell'abside l'interessante "parete palinsesto" in cui sono stati scoperti più strati di affreschi, riconducibili a 4 fasi successive di elaborazione:
  - il più antico, databile al periodo immediatamente posteriore alla liberazione bizantina dai goti, è la figura della Madonna col Bambino e un angelo, abbigliata come un'imperatrice bizantina;
  - alla seconda fase appartiene l'affresco raffigurante Annunciazione, di cui restano visibili il volto della Madonna e il cosiddetto "Angelo Bello"; essi sono databili fra 565 e 578;
  - il terzo momento di composizione si riscontra nelle figure dei Santi Basilio e Giovanni, realizzati nel 650 circa;
  - infine l'ultimo strato risale all'epoca del pontificato di Giovanni VII, 705-707, e raffigura San Gregorio Nazianzeno.